# Mitsutoshi Furuya

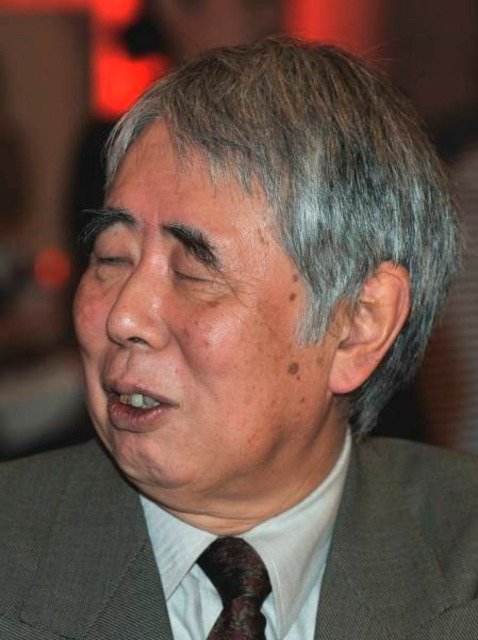
Mitsutoshi Furuya

Mitsutoshi Furuya (Japans: 古谷三敏, Furuya Mitsutoshi) (Shenyang, 11 augustus 1936 - Tokio, 8 december 2021) was een Japans mangaka. Hij debuteerde in 1955 met manga voor boekverhuur (kashi-hon). Furuya begon als assistent voor Osamu Tezuka in 1958, maar is vooral bekend als assistent voor Fujio Akatsuka, voor wie hij vijf jaar later ging werken.
Furuya's bekendste werk is Dame Oyaji (1970-1982). Deze manga vol zwarte humor gaat over een zielige, meegaande vader die getrouwd is met een wrede vrouw. In 1979 won de reeks de Shogakukan Manga-prijs voor shonen. Hij werd verwerkt tot een film in 1973 en een anime in 1974.
Mitsutoshi Furaya leed aan kanker en overleed op 8 december 2021 op 85-jarige leeftijd in een ziekenhuis in Tokio.

## Werkselectie
- Dame Oyaji (ダメおやじ) (1970–1982, Shonen Sunday) (39 volumes)
- Mandamu Oyako (マンダム親子) (1971–1972, Shonen King) (6 volumes)
- Dotekabo-chan (ドテかぼちゃん) (1972, Shonen King) (6 volumes)
- Dokudami Sensei (どくだみ先生) (1973–1974, Shonen Champion) (5 volumes)
- Bar Lemon Heart (BARレモンハート) (1985-, Weekly Manga Action) (19 volumes)
- Papasan (パパさん) (2 volumes)
- Obaachan no Daidokoro-hiden (おばあちゃんの台所秘伝) (1 volume)

- CiNii: DA09990353
- Gemeinsame Normdatei: 1183446446
- International Standard Name Identifier: 0000 0000 8320 2038
- Library of Congress Control Number: n85200409
- Bibliotheek van het Japanse parlement: 00014962
- Nationale Bibliotheek van Israël: 987007318320005171
- Système universitaire de documentation: 103810153
- Virtual International Authority File: 115025205
- WorldCat: E39PBJx8Gpvxt7hXc8tyryxkXd